# Генрик Венявський

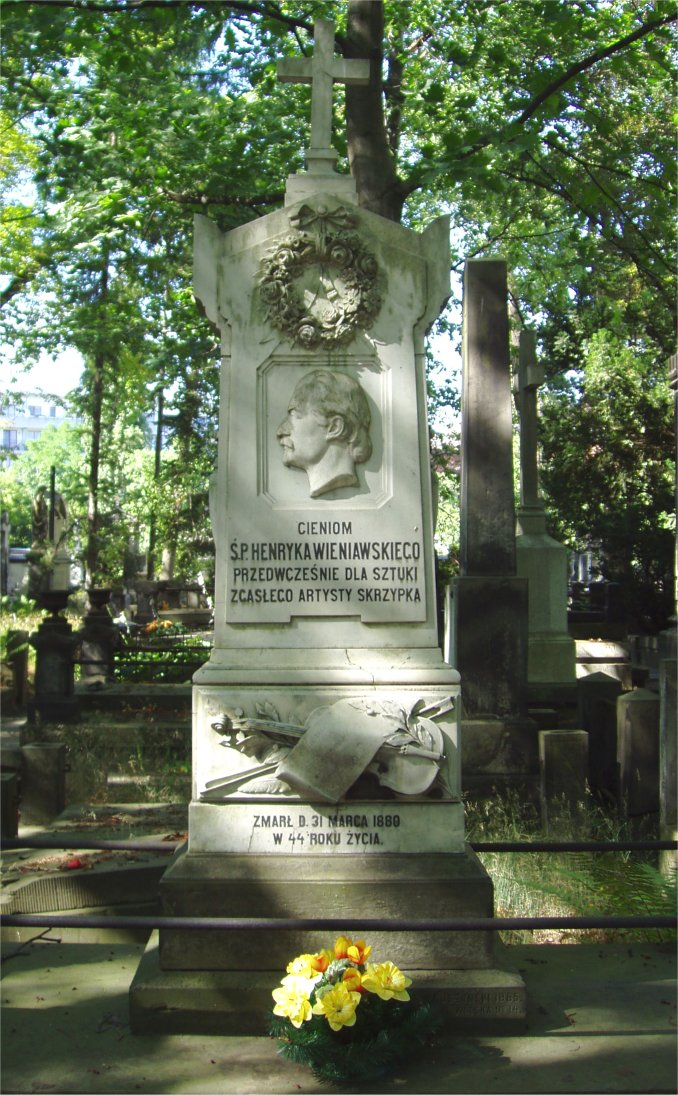
Могила Венявського у Варшаві, на Повонзківському цвинтарі

Ге́нрик Веня́вський (пол. Henryk Wieniawski; 10 липня, 1835, Люблін — 31 березня, 1880, Москва) — польський скрипаль і композитор.

## Біографія
Народився в Любліні. Першою його вчителькою музики була мати, згодом скрипаль Великого Театру у Варшаві Ян Горнзеля, потім Антоній Парис і Станіслав Сервачинський, соліст і концертмейстер Будапештської Опери.
У віці восьми років виїхав до Парижа, де навчався під керівництвом спочатку Клавеля, а згодом Ламберта-Йозефа Масарта в Паризькій консерваторії. Закінчив консерваторію 1846 року, будучи одинадцятирічним хлопцем. Потім ще два роки продовжував навчання в Масарта. Опісля два місяці концертував у Петербурзі, Прибалтиці та Варшаві. З 1849 року розпочав навчання з композиції в Паризькій консерваторії, завершив його наступного року з відзнакою.
У 1850 році розпочав разом з братом Йозефом, піаністом, концертну діяльність, виступаючи у великих містах Російської імперії, а згодом у багатьох європейських країнах, незмінно маючи великий успіх.
У 1850-ті роки Генрик Венявський як скрипаль-віртуоз був відомий у багатьох країнах Європи. В 1860 році Венявський оселився у Петербурзі, де одержав місце соліста Імператорського двору й театрів. З 1862 до 1865 викладав у Петербурзькій консерваторії (з моменту її заснування).
У 1872 році Венявський концертував разом з Антоном Рубінштейном у США, у 1874 повертається до Європи й викладає у Брюссельській консерваторії. Серед його приватних учнів — Ежен Ізаї.
Неодноразово гастролював в Україні: Києві (1851, 1872, 1879), Львові (1857 — разом з братом, піаністом і композитором Ю. Венявським, 1877), Одесі (1851, 1879), Харкові (1868, 1879), Чернівцях, Станиславові (1877), Полтаві, Єлисаветграді (1879), Кременчуці (1851).
Останнім його тріумфом був концерт у залі Трокадеро в Парижі на Всесвітній виставці 1878 року. Помер у Москві. Похований у Варшаві на Повонзківському цвинтарі. У похоронній процесії взяло участь 40 тис. осіб.
Венявський був блискучим віртуозом-виконавцем і оригінальним композитором. У рецензіях його часто описували як поета скрипки. Він був останнім скрипалем-віртуозом, який увійшов в історію і як композитор музики. У його творах наявні ці обидві якості: смілива віртуозність і ліризм. Він почав компонувати як вундеркінд. Надалі він творив для власних потреб, іноді публікуючи свої твори.
Завдяки Венявському до європейської скрипкової музики увійшов полонез. Серед декількох таких творів два знайшли постійне місце в репертуарах скрипалів: Polonez D-dur op. 4 i Polonez A-dur op. 21. Венявський також стилізував мазурки. Найпопулярнішими серед них є два твори, опубліковані як op. 19 з підзаголовком «типові мазурки: нестримний Обертас і Дудар», які виразно наслідували характерні дударські квінти. Композитор скомпонував багато мініатюр (в основному на початку п'ятдесятих років), однак це були лише типові, салонні пісні — сентиментальні, романтичні, де часто використовувались популярні танцювальні ритми.
Найбільшу популярність отримав скрипковий концерт ре-мінор, op. 22. Після концертів Паганіні він є найчастіше виконуваним і записуваним концертом для скрипки. Ідея твору народилася взимку 1855 року, однак реалізована була лише через сім років. Написаний раніше, коли композиторові було вісімнадцять, концерт для скрипки фа-дієз-мінор є менш популярним. Якщо концерт фа-дієз-мінор здобув визнання зразу після першого виконання, то концерту ре-мінор довелося чекати визнання.
Серед інших творів найбільш виконуваними нині є скерцо-Тарантела і фантазії на іноземні, зазвичай відомі, теми. Серед фантазій найбільшу популярність має Фантазія на теми з «Фауста» Гуно. Ця Фантазія скомпонована через шість років після прем'єри опери Шарля Гуно.
З 1935 року у Познані кожні 5 років відбувається Міжнародний скрипковий конкурс імені Венявського.